# کتی (مجارستان)
کِتی (به مجاری:  Kéty) یک شهرداری در مجارستان است که در ناحیه بونیهاد واقع شده‌است. کتی ۱۶٫۵ کیلومتر مربع مساحت و ۶۸۳ نفر جمعیت دارد.